# Domingo Tejera
Domingo Tejera (Montevideo, 22 luglio 1899 – Montevideo, 30 giugno 1969) è stato un calciatore uruguaiano, di ruolo Campione del Mondo nel 1930, sudamericano nel 1920 e nel 1926 ed olimpico nel 1928 con la nazionale uruguayana.

## Carriera
Giocò ed allenò il Montevideo Wanderers.
Con l'Uruguay vinse due medaglie d'oro nella Coppa America del 1920 e del 1926, la medaglia d'oro ai Giochi olimpici di Amsterdam nel 1928 e la medaglia d'oro al primo Campionato mondiale di calcio del 1930.

## Palmarès

### Nazionale
- Oro olimpico: 1

Amsterdam 1928
- Campionato mondiale: 1

Uruguay 1930
- Coppa America: 2

Cile 1920, Cile 1926